# Evaluatie
Evaluatie is het verzamelen, interpreteren en presenteren van informatie teneinde de waarde van een resultaat of proces te bepalen. Hierbij kan het gaan om het waarderen van de resultaten van personen of bedrijven, maar ook om het waarderen van alternatieve oplossingen. Het begrip evalueren heeft ook als betekenis het schatten van het belang en de betekenis van een zaak.

## Plan- en projectevaluatie
Plan- en projectevaluatie is het evalueren van alternatieve plannen en projecten. Bij de evaluatie van plannen, projecten en overheidsbeleid kan onderscheid worden gemaakt naar evaluatie vooraf (ex ante) en evaluatie achteraf (ex post). 
Bij het evalueren van alternatieve plannen wordt vaak gebruikgemaakt van een formele evaluatiemethode. Globaal kunnen drie groepen evaluatiemethoden worden onderscheiden die tot verschillende soorten uitkomsten leiden:
- monetaire methoden
- multicriteria-analyse
- overzichtstabellen

Monetaire methoden hebben tot doel om eenduidig aan te wijzen of het voorgestelde project voldoende rendabel is en welk alternatief dan het beste is. Geld is hierbij het enige criterium, hoewel geprobeerd kan worden om niet-materiële aspecten (zoals onveiligheid en milieuschade) zo veel mogelijk in geld te waarderen.
 Multicriteria-analyse (MCA) heeft ook tot doel om één alternatief als beste aan te wijzen, maar bij deze methoden worden kosten, interne kwaliteit en externe effecten gelijkwaardig behandeld. Afhankelijk van de voorkeuren van de beslisser kunnen verschillende gewichten worden toegekend aan verschillende criteria. Overzichtstabellen ten slotte hebben nadrukkelijk niet tot doel om een 'beste' of voorkeursalternatief aan te wijzen, maar hebben tot doel om de voor- en nadelen van alle alternatieven zo overzichtelijk mogelijk te presenteren, zodat de beslissers een afgewogen keuze kunnen maken.

### Voorbeelden van formele evaluatiemethoden
In de literatuur worden verschillende formele evaluatiemethoden beschreven, behorende tot een van de drie hierboven beschreven categorieën. Voorbeelden zijn:
- Kosten-batenanalyse (monetair)
- Kosteneffectiviteitsanalyse (monetair)
- Gewogen-sommatiemethode (multicriteria)
- Evamix-methode (multicriteria)
- Scorekaart (overzichtstabel)

## Evaluatie in het onderwijs
In het onderwijs zijn er verschillende mogelijkheden om te bepalen wat de waarde is van onderwijs en leerprocessen. Een aantal van deze mogelijkheden zijn: observeren, het afnemen van tests, het voeren van gesprekken, en dergelijke. Evaluatie kan gericht zijn op de prestaties van de leerlingen, de leraren of het onderwijs in het algemeen.

### Soorten evaluatie in het onderwijs
Binnen het onderwijs wordt een aantal verschillende vormen van evaluatie gebruikt, waaronder:
- Productevaluatie: enkel het resultaat van het leerproces wordt geëvalueerd.
- Procesevaluatie: evaluatie van de weg naar het eindproduct.
- Formatieve evaluatie: dient om het leerproces in de - mede door de leerling - gewenste richting bij te sturen (wanneer dat nodig is).[1]
- Summatieve evaluatie: evaluatie die plaatsvindt aan het einde van het leerproces. Meestal om een eindoordeel uit te spreken (geslaagd) of selectie (toelatingsexamen, oriënteren naar een bepaalde studierichting).

Merk op dat bij formatieve en summatieve evaluatie niet het moment van evalueren belangrijk is, maar het doel van de evaluatie.

## De evaluatieve cyclus
In ieder evaluatieproces, waaronder plan- en projectevaluatie en het evalueren van leerprestaties in het onderwijs, wordt een evaluatieve cyclus doorlopen. De evaluatieve cyclus bestaat uit vier stappen: 
- het verzamelen van informatie;
- het registreren van informatie;
- het interpreteren van informatie;
- het nemen van beslissingen.